# Willem van Westreenen van Tiellandt

Foto (daguerreotypie) van Willem van Westreenen van Tiellandt door Jean-Baptiste Sabatier-Blot uit 1841

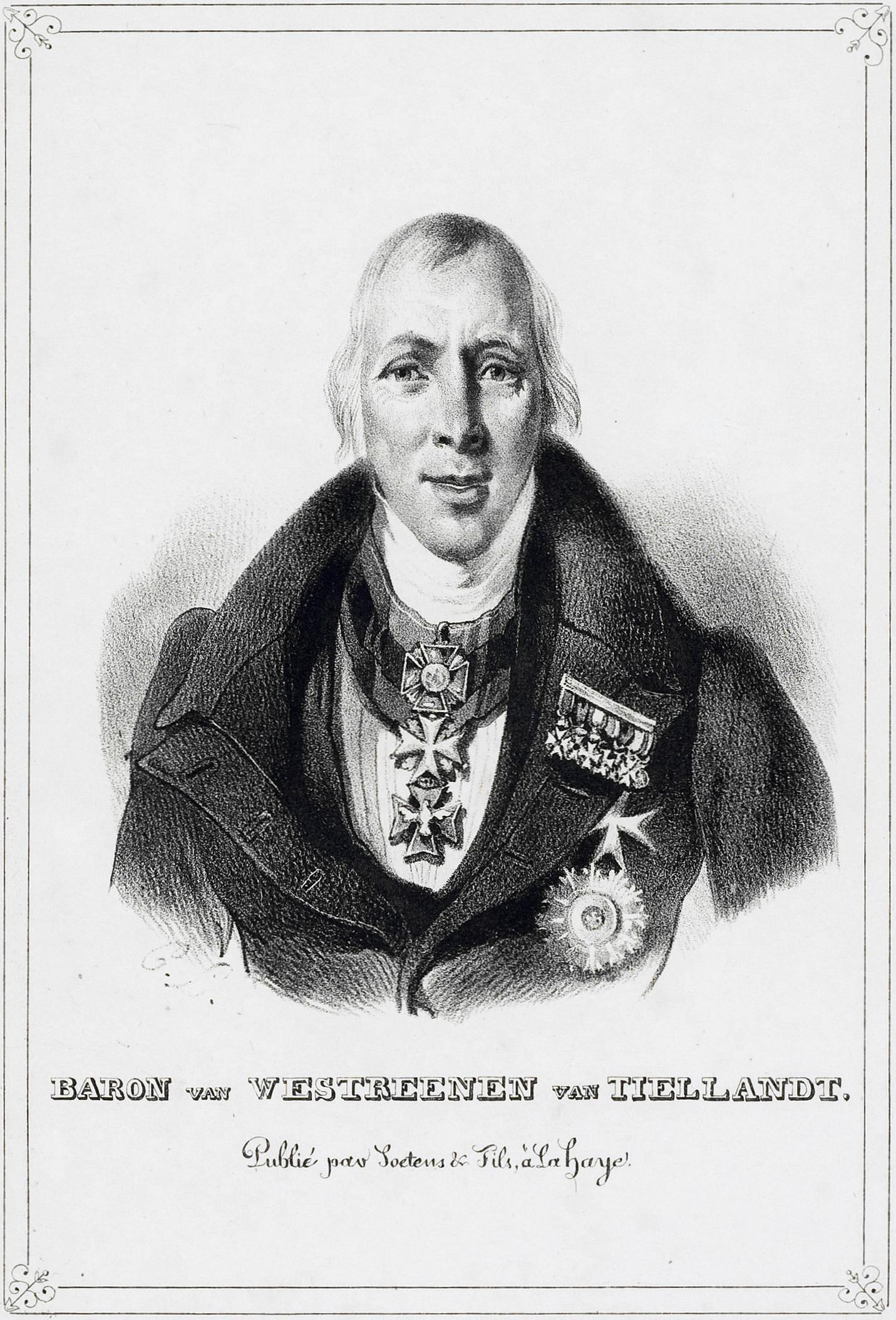
Willem Hendrik Jacob baron van Westreenen van Tiellandt

Willem Hendrik Jacob baron van Westreenen van Tiellandt, heer van Tiellandt ('s-Gravenhage, 2 oktober 1783 - aldaar, 22 november 1848) was de stichter van het museum Meermanno-Westreenianum.

## Familie
Van Westreenen, lid van de familie Van Westreenen van Tiellandt, was een zoon van advocaat mr. Johan Adriaan van Westrenen (1742-1822) en Maria Catharina Dierkens (1747-1826). Hij trouwde in 1826 met zijn achternicht Susanna Gerarda van Westreenen, vrouwe van Tiellandt (1804-na 1849), kleindochter van de broer van zijn vader; zij werd, hoewel van haar man in 1830 gescheiden, vrouwe van Tiellandt na het overlijden van Van Westreenen. Uit het huwelijk werden geen kinderen geboren.

### Ridderhofstad Tiellandt
De hofstad Tiellandt (onder Houten) was door het huwelijk van zijn voorvader Dirck Woutersz. van Westrenen (†1674) in 1641 met Adriana van Royesteyn, vrouwe van Tiellandt (†1689) in het geslacht Van Westreenen overgegaan; Adriana van Royesteyn was in 1678 eigenaresse van de hofstad geworden in wier familie het sinds begin 17e eeuw was gekomen. Daarna was de hofstad steeds vererfd, om ten slotte toe te komen aan de oudste broer van zijn vader, Gerard Jacob van Westrenen, heer van Tiellandt (1739-1825), de grootvader van Susanna Gerarda van Westreenen. In 1816 kocht Van Westreenen van zijn oom de hofstad Tiellandt. In 1816 werd hem door de Hoge Raad van Adel het recht verleend om een wapen te mogen voeren en wel op de oude hofstad Tiellandt. W.H.J. van Westreenen gebruikte de titel Ridderhofstad onrechtmatig. Tiellandt staat ook niet vermeld in de lijst van Ridderhofsteden.

### Adelsbesluiten
Bij Koninklijk Besluit van 15 april 1815, n° 17 werd Willem Hendrik Jacob van Westreenen van Tiellandt verheven in de Nederlandse adel. Bij KB van 16 december 1818, La. M 3, werd hem verleend de titel van ridder overgaande op de wettige mannelijke afstammelingen bij recht van eerstgeboorte. Tevens werd de hofstad Tiellandt toen veranderd in Ridderhofstad Tiellandt. Ten slotte werd hem bij KB van 9 januari 1821, no. 86, de titel van baron verleend die bij eerstgeboorte overging. Aangezien hij geen kinderen had stierf met hem ook het geadelde geslacht Van Westreenen uit.

## Leven en werk
Van Westreenen nam in 1799 dienst als vrijwilliger in het Bataafse leger om tot genie-officier te worden opgeleid; deze opleiding werd niet afgemaakt en hij verliet de dienst in 1805. Daarna stond hij ingeschreven als student rechten aan de universiteit van Leiden, maar het is onduidelijk of hij colleges volgde; hij sloot de opleiding in ieder geval niet af.

### Verzameling
Op dertienjarige leeftijd begon Van Westreenen te verzamelen waarbij zijn belangstelling vooral uitging naar de geschiedenis van de boekdrukkunst. Hij verzamelde oude handschriften en incunabelen, naast munten. Hij kreeg daarbij hulp van de voormalige landsadvocaat Jacob Visser (1724-1804) voor de manuscripten en incunabelen, en van Gentenaar Pieter van Damme (1727-1806) voor de numismatische collectie. Van Westreenen kocht ook delen van de bibliotheken van zijn verwanten Gerard Meerman (1722-1771) en diens zoon Johan Meerman (1753-1815); de bibliotheek van de laatsten werd in 1824 openbaar geveild waarbij een groot deel zijn weg vond naar het buitenland en dus een deel in de collectie Van Westreenen terechtkwam. Bij zijn overlijden liet hij zijn huis en de verzamelingen na aan de Staat der Nederlanden en dat werd de basis voor het nog bestaande Museum Meermanno-Westreenianum dat de op een na grootste collectie incunabelen (rond de 1500) in Nederland omvat. Sinds 2019 heet het museum het "Huis van het boek".

### Overige maatschappelijke functies
In 1807 werd Van Westreenen benoemd tot adjunct-archivaris van het Koninkrijk Holland, in 1815 tot thesaurier en chartermeester bij de Hoge Raad van Adel, in 1835 tot lid van de Hoge Raad van Adel, in 1836 tot staatsraad i.b.d., in 1842 tot directeur van de Koninklijke Bibliotheek (Nederland). In 1814 was hij lid van Provinciale Staten van Zuid-Holland en in 1842 werd hij kamerheer i.b.d. van koning Willem II.

### Onderscheidingen
- Ridder in de Orde van de Nederlandse Leeuw (1814)
- Ridder in de Orde van de Gulden Spoor (1823)
- Ridder in de Orde van de Dannebrog (1837)